# Josep Juncà i Juscafresa
Josep Juncà i Juscafresa (Banyoles, 17 de juny del 1888 - Madrid, 29 de novembre del 1972) va destacar com a instrumentista de contrabaix i compositor de sardanes.
Descendent d'una llarga família de músics, la seva formació fou gairebé autodidacta. Als tretze anys entrà a la Cobla-orquestra Els Juncans (1746-1917), on s'estigué fins que aquesta plegà, per passar seguidament a constituir el Sextet Juncans amb els seus germans Joan i Miquel i els músics Josep Saderra, García i Castanyer. El 1920 s'establí a Barcelona, on per un temps treballà de vionista al Teatre Principal de Gràcia. En fundar-se la Cobla Barcelona, dos anys més tard, s'hi incorporà com a contrabaixista; Josep Juncà formà part de la formació d'aquesta cobla que guanyà el concurs convocat per la Generalitat de Catalunya i que li comportà el nomenament de Cobla Oficial de la Generalitat de Catalunya. Acabada la Guerra Civil, s'estigué dos anys a Caramany (La Fenolleda), fins que tornà a Barcelona, on treballà al Teatre Victòria. Amb en Pere Moner i el gran tenora Josep Coll reconstituí la Cobla Barcelona (dissolta el 1939 per haver col·laborat amb el Comissariat de Propaganda de la Generalitat), on tocà fins a jubilar-se el 1958.
Encara que destacà com a contrabaixista de cobla (en Joaquim Serra li dedicà el 1948 l'obligada En Cacaliu) Juncà també és conegut per la sardana Neus, que fou un èxit durant diverses temporades. Altres sardanes seves són Dolç pensament, La nostra cuca, La meva manyaga i Mercè.